# Olympische Winterspiele 2002/Teilnehmer (Russland)
| Gelbes Symbol für Goldmedaillen mit stilisierten Olympischen Ringen | Graues Symbol für Silbermedaillen mit stilisierten Olympischen Ringen | Braundes Symbol für Bronzemedaillen mit stilisierten Olympischen Ringen |
| ------------------------------------------------------------------- | --------------------------------------------------------------------- | ----------------------------------------------------------------------- |
| 5                                                                   | 4                                                                     | 4                                                                       |

Russland nahm an den Olympischen Winterspielen 2002 im US-amerikanischen Salt Lake City mit einer Delegation von 154 Athleten in 15 Disziplinen teil, davon 87 Männer und 67 Frauen. Mit fünf Gold-, vier Silber- und vier Bronzemedaillen war Russland die fünfterfolgreichste Nation bei den Spielen.
Fahnenträger bei der Eröffnungsfeier war der Skilangläufer Alexei Prokurorow.

## Teilnehmer nach Sportarten

### Biathlon
Männer
- Wiktor Maigurow
10 km Sprint: 7. Platz (25:50,9 min)
12,5 km Verfolgung: 7. Platz (33:55,1 min)
20 km Einzel: Bronze  (51:40,6 min)
4 × 7,5 km Staffel: 4. Platz (1:24:54,4 h)

- Pawel Rostowzew
10 km Sprint: 6. Platz (25:50,1 min)
12,5 km Verfolgung: 5. Platz (33:43,1 min)
20 km Einzel: 6. Platz (52:33,5 min)
4 × 7,5 km Staffel: 4. Platz (1:24:54,4 h)

- Sergei Roschkow
10 km Sprint: 51. Platz (27:39,8 min)
12,5 km Verfolgung: 27. Platz (35:37,1 min)
20 km Einzel: 12. Platz (53:43,8 min)
4 × 7,5 km Staffel: 4. Platz (1:24:54,4 h)

- Sergei Russinow
10 km Sprint: 33. Platz (27:04,3 min)
12,5 km Verfolgung: 31. Platz (36:14,5 min)

- Sergei Tschepikow
20 km Einzel: 8. Platz (52:44,2 min)
4 × 7,5 km Staffel: 4. Platz (1:24:54,4 h)

Frauen
- Albina Achatowa
15 km Einzel: 10. Platz (49:06,1 min)
4 × 7,5 km Staffel: Bronze  (1:29:19,7 h)

- Anna Bogali
7,5 km Sprint: 18. Platz (22:25,8 min)
10 km Verfolgung: 19. Platz (33:30,0 min)

- Swetlana Ischmuratowa
7,5 km Sprint: 19. Platz (22:27,3 min)
10 km Verfolgung: 15. Platz (32:50,3 min)
15 km Einzel: 8. Platz (48:45,0 min)
4 × 7,5 km Staffel: Bronze  (1:29:19,7 h)

- Galina Kuklewa
7,5 km Sprint: 6. Platz (21:32,1 min)
10 km Verfolgung: 5. Platz (31:31,7 min)
4 × 7,5 km Staffel: Bronze  (1:29:19,7 h)

- Olga Pyljowa
7,5 km Sprint: 8. Platz (21:44,2 min)
10 km Verfolgung: Gold  (31:07,7 min)
15 km Einzel: 4. Platz (48:14,0 min)
4 × 7,5 km Staffel: Bronze  (1:29:19,7 h)

- Olga Saizewa
15 km Einzel: 37. Platz (52:26,2 min)

### Bob
Männer, Zweier
- Jewgeni Popow, Pjotr Makartschuk (RUS-1)
15. Platz (3:12,71 min)

- Alexander Subkow, Dmitri Stjopuschkin (RUS-2)
18. Platz (3:13,09 min)

Männer, Vierer
- Jewgeni Popow, Pjotr Makartschuk, Sergei Golubew, Dmitri Stjopuschkin (RUS-1)
8. Platz (3:09,15 min)

- Alexander Subkow, Alexei Seliwerstow, Filipp Jegorow, Alexei Andrjunin (RUS-2)
16. Platz (3:10,15 min)

Frauen
- Wiktorija Tokowaja, Kristina Bader (RUS-1)
8. Platz (1:39,20 min)

### Curling
Frauen
- Olga Scharkowa (Skip), Nkeiruka Jesech, Jana Nekrassowa, Anastassija Skultan, Anschela Tjuwajewa
10, Platz

### Eishockey
Männer
| - Nikolai Chabibulin - Ilja Brysgalow - Jegor Podomazki - Wladimir Malachow - Oleg Twerdowski - Igor Krawtschuk - Darius Kasparaitis - Boris Mironow - Daniil Markow - Sergei Gontschar - Alexei Kowaljow - Sergei Fjodorow | - Maxim Afinogenow - Pawel Bure - Ilja Kowaltschuk - Pawel Dazjuk - Sergei Samsonow - Igor Larionow - Alexei Schamnow - Waleri Bure - Alexei Schamnow - Andrei Nikolischin - Oleg Kwascha |

- Bronze

Frauen
| - Marija Barykina - Jelena Bobrowa - Tatjana Burina - Jelena Bjalkowskaja - Irina Gaschennikowa - Julija Gladyschewa - Aljona Chomitsch - Larissa Mischina - Jekaterina Paschkewitsch - Olga Permjakowa | - Kristina Petrowskaja - Olga Sawenkowa - Schanna Schtscheltschkowa - Jekaterina Smolenzewa - Tatjana Sotnikowa - Swetlana Terentjewa - Swetlana Trefilowa - Oksana Tretjakowa - Irina Wotinzewa - Tatjana Zarjowa |

- 5. Platz

### Eiskunstlauf
Männer
- Alexander Abt
5. Platz (7,5)

- Alexei Jagudin
Gold  (1,5)

- Jewgeni Pljuschtschenko
Silber  (4,0)

Frauen
- Marija Butyrskaja
6. Platz (8,5)

- Irina Sluzkaja
Silber  (3,0)

- Wiktoria Woltschkowa
9. Platz (16,0)

Paare
- Jelena Bereschnaja / Anton Sicharulidse
Gold  (n/A)

- Tatjana Totmjanina / Maxim Marinin
4. Platz (6,0)

- Marija Petrowa / Alexei Tichonow
6. Platz (9,0)

Eistanz
- Irina Lobatschewa / Ilja Awerbuch
Silber  (2,0)

- Tatjana Nawka / Roman Kostomarow
10. Platz (19,0)

### Eisschnelllauf
Männer
- Dmitri Dorofejew
500 m: 18. Platz (70,75 s)

- Alexander Kibalko
1500 m: 22. Platz (1:47,63 min)

- Sergei Klewtschenja
500 m: 13. Platz (70,28 s)
1000 m: 9. Platz (1:08,41 min)

- Juri Kochanez
5000 m: 27. Platz (6:36,48 min)

- Jewgeni Lalenkow
1000 m: 23. Platz (1:09,55 min)
1500 m: 10. Platz (1:45,97 min)

- Dmitri Lobkow
500 m: 11. Platz (70,10 s)
1000 m: 18. Platz (1:09,20 min)

- Wadim Sajutin
1500 m: 37. Platz (1:49,45 min)
5000 m: 25. Platz (6:35,33 min)

- Dmitri Schepel
1500 m: 11. Platz (1:45,98 min)
5000 m: 4. Platz (6:21,85 min)
10.000 m: 6. Platz (13:23,83 min)

Frauen
- Warwara Baryschewa
1000 m: 20. Platz (1:16,49 min)
1500 m: 10. Platz (1:56,44 min)
3000 m: 14. Platz (4:08,02 min)
5000 m: 5. Platz (6:56,97 min)

- Swetlana Kaikan
500 m: 10. Platz (76,31 s)
1000 m: 23. Platz (1:16,93 min)

- Tatjana Trapesnikowa
1500 m: 17. Platz (1:59,00 min)
3000 m: 15. Platz (4:08,49 min)

- Walentina Jakschina
1500 m: 18. Platz (1:59,28 min)
3000 m: 17. Platz (4:11,48 min)
5000 m: 11. Platz (7:08,42 min)

- Swetlana Schurowa
500 m: 7. Platz (75,64 s)
1000 m: 11. Platz (1:15,02 min)

### Freestyle-Skiing
Männer
- Dmitri Archipow
Springen: 15. Platz (in der Qualifikation ausgeschieden)

- Witali Gluschtschenko
Buckelpiste: 17. Platz (in der Qualifikation ausgeschieden)

- Wladimir Lebedew
Springen: 14. Platz (in der Qualifikation ausgeschieden)

- Alexander Michailow
Springen: 23. Platz (in der Qualifikation ausgeschieden)

- Wladimir Tjumenzew
Buckelpiste: 27. Platz (in der Qualifikation ausgeschieden)

Frauen
- Ljudmila Dymtschenko
Buckelpiste: 23. Platz (in der Qualifikation ausgeschieden)

- Olga Koroljowa
Springen: 4. Platz (188,37)

- Olga Lasarenko
Buckelpiste: 22. Platz (in der Qualifikation ausgeschieden)

- Natalja Orechowa
Springen: 7. Platz (170,54)

- Marina Tscherkassowa
Buckelpiste: 9. Platz (23,52)

- Jelena Worona
Buckelpiste: 11. Platz (23,17)

- Anna Sukal
Springen: 6. Platz (174,24)

### Nordische Kombination
- Alexei Barannikow
Einzel (Normalschanze / 15 km): 23. Platz (44:07,3 min)
Staffel (Normalschanze / 5 km): nicht zum Langlaufrennen angetreten

- Alexei Fadejew
Einzel (Normalschanze / 15 km): 31. Platz (44:49,0 min)
Staffel (Normalschanze / 5 km): nicht zum Langlaufrennen angetreten

- Wladimir Lyssenin
Einzel (Normalschanze / 15 km): 35. Platz (45:21,5 min)
Staffel (Normalschanze / 5 km): nicht zum Langlaufrennen angetreten

- Alexei Zwetkow
Einzel (Normalschanze / 15 km): 27. Platz (44:28,2 min)
Staffel (Normalschanze / 5 km): nicht zum Langlaufrennen angetreten

### Rennrodeln
Männer, Einsitzer
- Albert Demtschenko
5. Platz (2:58,996 min)

- Alexei Gorlatschow
21. Platz (3:00,568 min)

- Wiktor Kneib
20. Platz (3:00,265 min)

Männer, Doppelsitzer
- Danil Tschaban & Jewgeni Sykow
13. Platz (1:27,586 min)

- Michail Kusmitsch & Juri Wesjolow
14. Platz (1:27,659 min)

Frauen
- Anastasia Antonova
15. Platz (2:55,669 min)

- Margarita Klimenko
14. Platz (2:55,560 min)

- Anastassija Skulkina
27. Platz (2:58,855 min)

### Shorttrack
Frauen
- Natalja Dmitrijewa
500 m: 20. Platz (im Vorlauf ausgeschieden)
1000 m: 24. Platz (im Vorlauf ausgeschieden)
1500 m: 21. Platz (im Vorlauf ausgeschieden)

- Nina Jewtejewa
500 m: 19. Platz (im Vorlauf ausgeschieden)
1000 m: 15. Platz (im Viertelfinale ausgeschieden)
1500 m: 5. Platz (im Halbfinale ausgeschieden)

### Skeleton
Männer
- Konstantin Aladaschwili
22. Platz (1:45,59 min)

Frauen
- Jekaterina Mironowa
7. Platz (1:45,95 min)

### Ski Alpin
Männer
- Andrei Filitschkin
Abfahrt: 41. Platz (1:43,73 min)
Super-G: Rennen nicht beendet
Riesenslalom: Rennen nicht beendet
Kombination: 14. Platz (3:28,14 min)

- Maxim Kedrin
Abfahrt: 36. Platz (1:43,04 min)
Kombination: nicht zum Slalomrennen angetreten

- Sergei Komarow
Abfahrt: 44. Platz (1:45,25 min)
Super-G: Rennen nicht beendet
Riesenslalom: 40. Platz (2:33,56 min)
Kombination: 22. Platz (3:32,03 min)

- Pawel Schestakow
Abfahrt: 43. Platz (1:44,35 min)
Super-G: 23. Platz (1:25,16 min)
Riesenslalom: 32. Platz (2:29,97 min)
Kombination: 18. Platz (3:30,18 min)

Frauen
- Warwara Selenskaja
Abfahrt: 21. Platz (1:42,43 min)
Super-G: 26. Platz (1:16,62 min)

### Skilanglauf
Männer
- Nikolai Bolschakow
30 km Freistil: 8. Platz (1:12:50,6 h)
4 × 10 km Staffel: 6. Platz (1:34:50,1 h)

- Witali Denissow
1,5 km Sprint: 30. Platz (2:59,21 min)
15 km klassisch: 7. Platz (38:17,9 min)
20 km Verfolgung: 5. Platz (26:32,4 min + 23:26,5 min)
4 × 10 km Staffel: 6. Platz (1:34:50,1 h)

- Michail Iwanow
15 km klassisch: 11. Platz (38:51,3 min)
50 km klassisch: Gold  (2:06:20,8 h)
4 × 10 km Staffel: 6. Platz (1:34:50,1 h)

- Sergei Krjanin
30 km Freistil: 9. Platz (1:12:52,0 h)
50 km klassisch: 24. Platz (2:16:59,8 h)

- Sergei Nowikow
1,5 km Sprint: 16. Platz (2:54,35 min)
15 km klassisch: 10. Platz (38:49,3 min)
20 km Verfolgung: 16. Platz (26:55,8 min + 23:50,9 min)
4 × 10 km Staffel: 6. Platz (1:34:50,1 h)

- Alexei Alexejewitsch Prokurorow
20 km Verfolgung: 28. Platz (27:24,5 min + 24:01,2 min)
50 km klassisch: 29. Platz (2:18:30,4 h)

- Wassili Rotschew
1,5 km Sprint: 28. Platz (2:57,76 min)
15 km klassisch: 25. Platz (39:42,1 min)

- Dmitri Tischkin
1,5 km Sprint: 31. Platz (2:59,40 min)
30 km Freistil: 30. Platz (1:15:10,2 h)

- Wladimir Wilissow
20 km Verfolgung: 36. Platz (27:21,3 min + 24:24,4 min)
30 km Freistil: 16. Platz (1:13:54,1 h)
50 km klassisch: 15. Platz (2:14:37,5 h)

Frauen
- Jelena Buruchina
1,5 km Sprint: 16. Platz (3:19,3 min)
15 km Freistil: 13. Platz (41:01,1 min)

- Julija Tschepalowa
1,5 km Sprint: Gold  (3:10,6 min)
10 km klassisch: Silber  (28:09,9 min)
10 km Verfolgung: 4. Platz (13:30,0 min + 11:41,3 min)
15 km Freistil: Bronze  (40:02,7 min)
30 km klassisch: 9. Platz (1:35:37,4 h)

- Olga Danilowa
10 km klassisch: wegen Dopings disqualifiziert
10 km Verfolgung: wegen Dopings disqualifiziert
30 km klassisch: wegen Dopings disqualifiziert

- Nina Gawriljuk
1,5 km Sprint: 20. Platz (3:20,02 min)
10 km Verfolgung: 5. Platz (13:26,8 min + 11:47,5 min)

- Larissa Lasutina
10 km klassisch: wegen Dopings disqualifiziert
10 km Verfolgung: wegen Dopings disqualifiziert
15 km Freistil: wegen Dopings disqualifiziert
30 km klassisch: wegen Dopings disqualifiziert

- Olga Sawjalowa
15 km Freistil: 11. Platz (40:53,3 min)
30 km klassisch: 19. Platz (1:37:47,4 h)

- Ljubow Jegorowa
1,5 km Sprint: 11. Platz (3:16,0 min)
10 km klassisch: 5. Platz (28:50,7 min)

### Skispringen
- Alexander Below
Normalschanze: 42. Platz (in der Qualifikation ausgeschieden)
Großschanze: 50. Platz (nicht für den 2. Finalsprung qualifiziert)

- Ildar Fatkullin
Normalschanze: 41. Platz (in der Qualifikation ausgeschieden)
Großschanze: 35. Platz (nicht für den 2. Finalsprung qualifiziert)

- Anton Kalinitschenko
Großschanze: 47. Platz (in der Qualifikation ausgeschieden)

- Waleri Kobelew
Normalschanze: 29. Platz (224,5)
Großschanze: 17. Platz (231,5)

- Alexei Silajew
Normalschanze: 48. Platz (in der Qualifikation ausgeschieden)

### Snowboard
Frauen
- Marija Tichwinskaja
Parallel-Riesenslalom: 15. Platz